# Lovebugs
Lovebugs è un gruppo musicale svizzero di genere britpop, fondato a Basilea nel 1992.
Nel 2009 hanno rappresentato il proprio paese all'Eurofestival con il brano The Highest Heights, che non è stato ammesso alla serata finale.

## Discografia
- 1994: Fluff
- 1995: Tart
- 1996: Lovebugs
- 1997: Lovebugs (remix album)
- 1999: Live via Satellite - The Radio X-Session
- 2000: Transatlantic Flight
- 2001: Awaydays
- 2003: 13 Songs with a View
- 2005: Naked (Unplugged)
- 2006: In Every Waking Moment
- 2009: The Highest Heights